# Pericoronitis
Pericoronitis er den latinske diagnose for betændelse omkring en visdomstand. Pericoronitis kan opstå, når en visdomstand er begyndt at komme frem i mundhulen, men endnu ikke er helt på plads. 
Så snart visdomstanden er nået igennem slimhinden, er der adgang for bakterier, madrester mm. Hvis tanden ikke bryder helt frem med det samme, vil der være en lille hule i tandkødet, hvor visdomstandens krone ligger i.
Får bakterier og madrester lov til at sidde uforstyrret omkring visdomstanden, vil der opstå en betændelse – pericoronitis. Pericoronitis minder på den måde meget om tandkødsbetændelse, men er ofte mere ubehagelig, idet der er større smerter.
Der kan desuden opstå nedsat gabeevne pga. betændelse, hvis betændelsen ikke behandles.